# 天主教拉法埃拉教區
天主教拉法埃拉教區（拉丁語：Dioecesis Raphaëliensis）是阿根廷一個羅馬天主教教區，屬聖菲總教區。
教區成立於1961年4月10日，包括聖菲省中部三縣。2010年有教友250,255人（佔轄區總人口90.2%）、卅六個堂區、卅九名司鐸。目前教區主教席位處於出缺狀態。